# Imperial Records
Imperial Records es una compañía discográfica norteamericana fundada en 1947 por Lew Chudd (1911-1998) y reactivada en 2006 por EMI, cuando compró el sello y el catálogo histórico de la compañía. El actual propietario es Universal Music Group.

## Historia
Cuando Imperial fue fundada en 1947, se dedicó exclusivamente a producir rhythm and blues y música country a artistas como Fats Domino, Frankie Ford, Ricky Nelson y Slim Whitman. En el Reino Unido era distribuido por London Records.
Imperial adquirió Aladdin Records en 1960 y Minit Records en 1963. Durante los años 50, Imperial fue uno de los primeros sellos en apostar por el R&B de Nueva Orleans, por mediación del productor y compositor Dave Bartholomew.
En 1963, tras la marcha de Fats Domino y Ricky Nelson a compañías rivales, Chudd vendió Imperial a la Liberty Records. Bajo la dirección de Liberty, el sello produjo un buen número de éxitos para Irma Thomas, Johnny Rivers, Jackie DeShannon, Classics IV y Cher.
Durante la British Invasion, Liberty (cuyos discos eran distribuidos por EMI en el Reino Unido) publicó grabaciones de The Hollies, Billy J. Kramer, the Dakotas, y the Swinging Blue Jeans. Bonzo Dog Band y Kim Fowley publicaron en los Estados Unidos con Imperial.
Para 1970 el sello fue adquirido, como parte de la compra de Liberty, por United Artists Records. Imperial fue eliminado poco después y sus artistas transferidos a United Artist. EMI adquirió el catálogo de Imperial en 1979 como parte de la compra de United Artists Records.
Durante los años 90, EMI publicó recopilatorios en formato CD de artistas de Imperial.
En junio de 2006, EMI reactivó Imperial Records como una división de música urbana de Caroline Distribution, propiedad de Virgin Records, bajo la dirección del veterano músico urbano Neil Levine. Fat Joe firmó con Virgin Records e Imperial Records. Imperial proporcionaba recursos para el desarrollo de artistas urbanos con los principales sellos subsidiarios de EMI, incluyendo Capitol Records y Virgin Records, que se fusionaron en el Capitol Music Group en enero de 2007. Universal Music Group adquirió el Capitol Music Group como parte de la adquisición de EMI en 2012.

## Artistas de Imperial Records (1947-1970)
- Rudy Ray Moore
- Jeff Alexander
- Ross Bagdasarian Sr.
- Dave Bartholomew
- Elmer Bernstein
- Bonzo Dog Band
- Papa Celestin
- Cher
- Petula Clark
- Albert Collins
- Kenneth Copeland
- Wild Bill Davis
- Dave Dee, Dozy, Beaky, Mick & Tich
- Jackie DeShannon
- Fats Domino
- Dukes of Dixieland
- Georgie Fame
- Freddy Fender
- Kim Fowley
- The Hollies
- Smiley Lewis
- Wingy Manone
- Ozzie Nelson
- Ricky Nelson
- Johnny Rivers
- Leonard Rosenman
- The Spiders
- The Swinging Blue Jeans
- Irma Thomas
- T-Bone Walker
- Slim Whitman
- Warren Zevon